# 河出智希
河出 智希（かわで ともき、1966年1月6日 - ）は、日本の作曲家、編曲家。作詞・作曲・編曲のグループであるBOUNCEBACKのメンバー。主に作曲を担当している（作詞は竹内栄美子）。
岐阜県羽島市出身。愛知県立芸術大学作曲科卒業後に作曲した「吹奏楽のための斜影の遺跡」で1990年に第1回朝日作曲賞（吹奏楽）を受賞し、翌年（1991年）の全日本吹奏楽コンクール（朝日新聞社・社団法人 全日本吹奏楽連盟主催）の課題曲に選ばれた。その後、BOUNCEBACKを結成し、J-POPの作曲活動を開始する。

## 楽曲提供
- BOUNCEBACKの項を参照。